# Assassinat a Biòt
Assassinat a Biòt (títol original en francès, Crime à Biot) és un telefilm de 2021 dirigit per Christophe Douchand, i escrit per Jean Falculète i Frédéric Faurt. Forma part de la col·lecció de pel·lícules policíaques francobelgues Assassinat a... i es va emetre l'11 de novembre de 2021 al canal belga La Une, el 10 de desembre al canal suís RTS 1 i el 14 de desembre a France 3. S'ha doblat al català central per a TV3, que el va estrenar el 27 d'agost de 2023.

## Sinopsi
Durant un sopar de l'associació de comerciants de Biòt (Alps Marítims), la Marie Lemaire es troba malament i decideix tornar-se'n a casa. L'endemà apareix morta, sent víctima d'un enverinament. Era l'hereva del seu marit, en François, qui havia mort fa uns mesos, i també la propietària d'una important vidrieria al poble. Tots els convidats de la vetlla es converteixen en sospitosos, i els investigadors hauran d'aclarir els possibles motius i verificar les coartades de cadascun d'ells. La fiscal Elisabeth Richard i el capità de gendarmeria Charles Jouanic es veuen davant d'un cas complex, ja que tots els assistents al sopar podrien tenir raons per desitjar venjança contra la Marie. La investigació es complica encara més amb el presumpte suïcidi d'algú de l'entorn d'amistats de la Marie, que deixa una nota confessant-se culpable de l'enverinament.

## Repartiment
- Florence Pernel: Élisabeth Richard
- Guillaume Cramoisan: Charles Jouanic
- Lola Dewaere: Caroline Martinez
- Matthieu Burnel: Jérôme Leclerc
- Gwendolyn Gourvenec: Clémentine Roux
- Charlie Joirkin: Julie Caron
- Jérôme Pouly, de la Comédie-Française: Stéphane Caron
- Stéphane Blancafort: Serge Pellegrino
- Louise Pasteau: Marie Lemaire
- Raphaël Ferret: Hugo Fontaine
- Florent Peyre: Grégoire Spaletta
- Marianne Basler: Olivia Rousseau
- Hervé Dandrieux: Aurélien Ferrero
- Pierre Lopez: Virgile Coleville
- Simone Nasello: Ricco Martinello
- Noëlle Perna: Yvette
- Jean Corso: el notari
- Louis-Emmanuel Blanc: Kevin Lestrade
- Michel Sisowath: metge d'emergències